# Animals en l'islam
En l'islam, Déu té una estreta relació amb els animals: es preocupa per ells i aquests el lloen, fins i tot si aquesta lloança s'expressa en un llenguatge no humà. L'Alcorà prohibeix expressament usar animals per entretenir-se o fer juguesques.
L'Alcorà permet explícitament menjar carn d'alguns animals; la carn permesa es coneix com a halal, de l'àrab حلال, ḥalāl, que significa ‘legal'. Malgrat que alguns sufís han practicat el vegetarianisme, no s'ha donat un discurs seriós sobre la possibilitat d'interpretacions vegetarianes. Certs animals es poden menjar sota la condició de ser sacrificats d'una manera específica. L'animal no pot ser atordit abans de ser sacrificat, segons la Halal Food Authority (HFA), una organització sense ànim de lucre que segueix el compliment dels principis halal. L'atordiment sí que pot emprar-se si l'animal sobreviu i després és sacrificat amb mètodes halal. Les prohibicions inclouen porc, carronya i aquells animals involucrats amb la dhabiha, de l'àrab ذبيحة, ḏabīḥa, és a dir, aquells animals emprats per a sacrificis rituals en nom d'algú que no sigui Déu. L'Alcorà també declara menjar d'allò sobre el que s'ha mencionat el nom de Déu.

## Aràbia preislàmica
A l'Aràbia preislàmica, els beduïns àrabs, així com altres grups, van atribuir qualitats i mancances humanes als animals. La generositat, per exemple, es va atribuir al gall, la perfídia al llangardaix, l'estupidesa a l'avitarda, i l'audàcia al lleó. D'acord amb el fet que algunes tribus porten el nom d'animals, la supervivència del culte als animals, les prohibicions de certs aliments i altres indicacions, alguns autors defensen la pràctica del totemisme per part de certes tribus àrabs. Altres han argumentat que aquestes evidències només poden implicar la pràctica d'una forma d'animalisme. Algunes tribus creien que en morir, l'ànima se separava del cos en forma d'ocell (generalment un mussol), i que aquesta ànima volava sobre la tomba durant cert temps.

## Sunna
La sunna és el conjunt de dits i fets, anomenats hadits, atribuïts al profeta Muhammad i que es consideren un model de comportament per als musulmans. Amb relació als animals, els hadits de tradició sunnita difereixen enormement amb els xiïtes, que generalment conté més antropomorfismes i elogis als animals.

### Tractament dels animals
Els textos indiquen que els animals no poden ser mutilats mentre són vius. S'atribueix a Mahoma la frase: «No hi ha home que mati un pardal o algun animal sense que aquest ho mereixi, però Déu l'interrogarà al respecte en el dia del judici, i qui sigui amable amb les criatures de Déu també ho serà amb si mateix.»
D'acord amb un altre hadit, Mahoma va emetre un consell per a matar animals que fossin fawàsiq (en àrab, فواسق, fawāsiq, és a dir, ‘nocius’), com ara la rata o l'escorpí, dins de l'àrea sagrada de la Meca. En aquesta àrea està prohibit matar altres animals no domèstics com ara les zebres o les aus. Segons Mahoma, els musulmans han d'esmolar la fulla quan maten animals per a assegurar-se que aquest no pateix.

### Converses amb els animals
En un hadit, es diu que un camell s'apropà a Mahoma per a queixar-se que, malgrat que havia servit bé el seu amo, aquest volia matar-lo. Mahoma va convocar l'amo del camell i li ordenà que perdonés l'animal. També hi ha un relat a la sura «Les formigues», a l'Alcorà, que relata com Salomó parlava amb formigues i ocells.

## Animals particulars
En els hadits xiïtes, els ratpenats són elogiats com a miracles de la natura.
Els ocells en general són venerats en la literatura islàmica, especialment en la tradició sufí, on es consideren una metàfora del viatge diví de l'ànima cap a Déu.
En el Nahj al-Balagha, un recull xiïta de les dites o hadits d'Alí ibn Abi-Tàlib, un sermó complet està dedicat a elogiar els paons.
L'Alcorà també parla d'una misteriosa naqa (en àrab ناقة, nāqa, ‘una camella’) que va néixer d'una pedra.
Un altre exemple d'animal singular és al-Qaswà (en àrab, القصواء, al-Qaṣwāʾ), una camella de Mahoma, molt apreciada per aquest. El profeta la muntà durant l'Hègira de la Meca a Medina i durant la conquesta de la Meca. La camella també va ser present durant la batalla de Badr. En morir el profeta, la camella va morir de gana en negar-se a ingerir menjar de ningú.